# 拉艾德卡勒维尔
拉艾德卡勒维尔（法語：La Haye-de-Calleville，法語發音：[la ɛ də kalvil]，意为“卡勒维尔的拉艾”）是法国厄尔省的一个市镇，属于贝尔奈区。

## 地理
拉艾德卡勒维尔（49°11'11"N, 0°47'8"E）面积2.95 平方千米，位于法国诺曼底大区厄尔省，该省份为法国北部内陆省份，北起滨海塞纳省，西接奧恩省和卡爾瓦多斯省，南至厄尔-卢瓦省，东临瓦兹省、瓦兹河谷省和伊夫林省。
与拉艾德卡勒维尔接壤的市镇（或旧市镇、城区）包括：卡勒维尔、阿库尔、拉讷维尔迪博斯克。

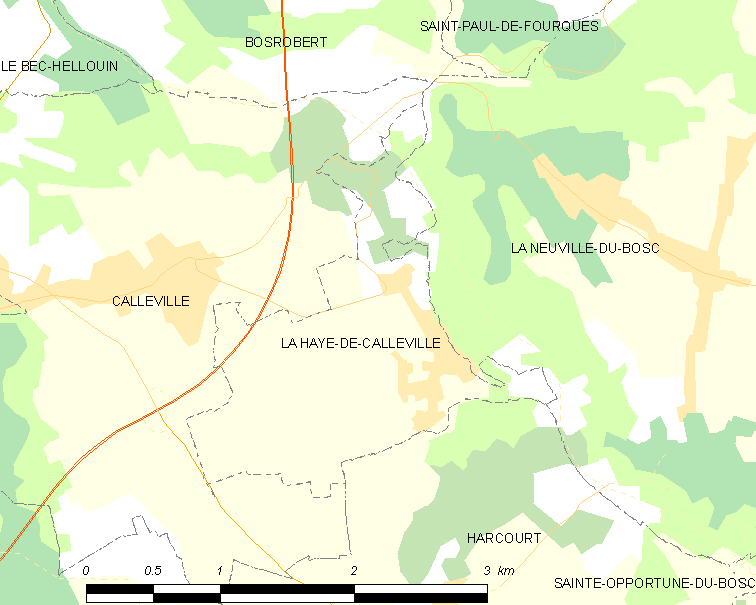
拉艾德卡勒维尔的OSM定位图

拉艾德卡勒维尔的时区为UTC+01:00、UTC+02:00（夏令时）。

## 行政
拉艾德卡勒维尔的邮政编码为27800，INSEE市镇编码为27318。

## 政治
拉艾德卡勒维尔所属的省级选区为布里奥讷县。

## 人口

1962-2008年间拉艾德卡勒维尔人口变化图示

拉艾德卡勒维尔于2022年1月1日时的人口数量为252人。